# Goblin (serial telewizyjny)
Goblin (kor. 도깨비, MOCT: Dokkaebi), także jako Guardian: The Lonely and Great God – 16-odcinkowy serial koreański nadawany przez południowokoreańską stację tvN w każdy piątek i sobotę od 2 grudnia 2016 roku do 21 stycznia 2017 roku. Główne role odgrywają w nim Gong Yoo, Lee Dong-wook, Kim Go-eun, Yoo In-na oraz Yook Sung-jae.
Serial jest dostępny z napisami w języku polskim za pośrednictwem platformy Viki, pod tytułem Goblin.

## Fabuła
Kim Shin jest nieśmiertelnym dokkaebi. Mieszka razem z ponurym żniwiarzem. Pewnego dnia Kim Shin spotyka widzącą duchy dziewczynę o imieniu Ji Eun-tak, której przeznaczeniem jest zakończenie jego nieśmiertelnego życia

## Obsada

### Główna
- Gong Yoo jako Kim Shin, tytułowy dokkaebi[7], 939-letni nieśmiertelny, który szuka osoby, która uwolni go od nieśmiertelności wyciągając tkwiący w jego piersi miecz. Potrafi się teleportować, zatrzymywać czas i przewidzieć przyszłość.

- Lee Dong-wook jako żniwiarz[8], przystojny terenowy pracownik śmierci, przeprowadzający dusze na drugą stronę, który nie pamięta, kim był za życia. Bycie żniwiarzem jest karą za jego występki.

- Kim Go-eun jako Ji Eun-tak / Han Seo-jin jako młoda Ji Eun-tak, optymistyczna licealistka, której przeznaczeniem jest bycie „żoną” dokkaebi, osobą, która zakończy jego życie. W związku z tym posiada szereg umiejętności, takich jak interakcja z duchami i odporność na oddziaływanie czarów dokkaebi; potrafi także przechodzić za nim przez utworzone przez niego „drzwi”.

- Yoo In-na jako Kim Sun „Sunny”[9], inteligentna i atrakcyjna właścicielka restauracji serwującej kurczaki, w której pracuje Ji Eun-tak. Zakochuje się w żniwiarzu. Jest reinkarnacją siostry Kim Shina.

- Yook Sung-jae jako Yoo Deok-hwa / Jung Ji-hoon jako młody Yoo Deok-hwa[10], nieco zbuntowany spadkobierca czebol rodziny Yoo, której zadaniem od pokoleń jest dotrzymywanie towarzystwa Kim Shinowi.

### Postaci drugoplanowe
- Lee El jako Samshin, bogini narodzin i przeznaczenia
- Kim Sung-kyum jako Yoo Shin-woo, dziadek Deok-hwy
- Yum Hye-ran jako Ji Yeon-suk, ciotka Eun-tak
- Jung Yeong-gi jako Park Kyung-shik, kuzyn Eun-tak
- Choi Ri jako Park Kyung-mi, kuzynka Eun-tak
- Park Hee-von jako Ji Yeon-hee, matka Ji Eun-tak (odcinki 1 i 7)
- Kim Min-jae jako Wang Yeo, młody król państwa Goryeo (odcinki 1, 7-12)[11]
- Kim So-hyun jako Kim Sun, młoda królowa państwa Goryeo i młodsza siostra Kim Shina (odcinki 1, 7-12)[12][13]
- Jung Hae-in jako Choi Tae-hee, pierwsza miłość Ji Eun-tak (odcinki 7, 8)
- Kwak Dong-yeon[14]
- Jo Woo-jin jako sekretarz Kim Soo-bok
- Hwang Seok-jeong jako wróżka
- Park Kyung-hye jako duch który próbuje zabrać ze sobą Eun-tak
- Kim So-ra jako duch pragnący zemsty
- Ko Bo-Gyeol jako przewodnicząca klasy do której uczęszcza Eun-tak
- Lee Moon-soo jako starzec opiekujący się ciałem Kim Shina z czasów Goryeo
- Yoon Kyung-ho jako wierny sługa Kim Shina z czasów Goryeo
- Kim Byung-Chul jako Park Joong-won, eunuch, szara eminencja z czasów Goryeo
- Nam Da-reum jako Kim Soo-bok, chłopiec który spotkał Kim Shina w Paryżu
- Kim Nan-hee jako nauczycielka Eun-tak
- Kim Min-yeong jako Soo-jin, koleżanka z klasy Eun-tak
- Ma Min-hee jako koleżanka Soo-jin
- Yoon Hee-kyung jako koleżanka Soo-jin
- Choi Woong jako młodszy stażem żniwiarz
- Kim Ki-doo jako żniwiarz
- Jo Hyun-sik jako lichwiarz
- Yoon Joo-man jako lichwiarz
- Yoon Da-Yeong
- Ahn Ji-hyun jako Go Jung-hyun, przyjaciółka Yeon-hee (matki Eun-tak)
- Choi Ji-hyun
- Ahn Doo-ho
- Lee Seul-bi jako próżna kobieta w kawiarni
- Yoon Kyung-ho
- Lee Han-seo jako dziewczyna, która dała Eun-tak książkę
- Sung Nak-kyung jako Na Kyung-won, człowiek który potrącił samochodem matkę Eun-tak
- Kim Nam-hee
- Kang Jung-goo
- Seol Yoo-jin
- Oh Yoo-mi
- Ko Ja-eun
- Lee Na-hyun
- Kim Ian
- Kim Do-joon
- Yoon Boo-jin jako właścicielka domu, który wynajmowała rodzina Eun-tak
- Kim Mi-hye
- Yoo Yeong-bok
- Hwang In-joon jako detektyw
- Ahn Sung-geon
- Seo Hye-jin
- Kim Seo-jung
- Kim In-hee
- Jung Ji-eun
- Lee Seung-yeon
- Kim Ji-hoon
- Kim Yoo-jung
- Park Se-wan jako duch w okularach (odcinek 5)
- Hong Boo-hyang jako matka ducha w okularach (odcinek 5)
- Kim Hye-yoon jako Młodsza wersja owdowiałej staruszki (odcinek 15)

## Produkcja
Scenariusz do serialu napisała Kim Eun-sook, odpowiedzialna wcześniej za scenariusze do takich seriali jak Sangsokjadeul (2013) oraz Taeyang-ui huye (2016). To także drugi raz gdy współpracuje z reżyserem Lee Eun-bokiem, który reżyserował wcześniej Taeyang-ui huye.
Pierwsze czytanie scenariusza odbyło się 30 sierpnia 2016 roku w Nuri Dream Square w Sangam-dong w Seulu.
Sceny, których akcja ma rozgrywać się za czasów królestwa Goryeo zostały nakręcone w Gimje w Jeolli Północnej.
Sceny na cmentarzu nakręcono w mieście Québec w Kanadzie w październiku 2016 roku.

## Ścieżka dźwiękowa

### Single
| 2016                                         | „Stay With Me” (Chanyeol (EXO), Punch)                                  | 3  | - KOR: 1 792 463+ | Part 1  |
| 2016                                         | „My Eyes (내 눈에만 보여)” (10cm)                                       | 7  | - KOR: 690 394+   | Part 2  |
| 2016                                         | „Hush” (Lasse Lindh)                                                    | 6  | - KOR: 657 324+   | Part 3  |
| 2016                                         | „Beautiful” (Crush)                                                     | 2  | - KOR: 2 051 618+ | Part 4  |
| 2016                                         | „You Are So Beautiful (이쁘다니까)” (Eddy Kim)                          | 5  | - KOR: 1 258 363  | Part 5  |
| 2016                                         | „Who Are You” (Sam Kim)                                                 | 3  | - KOR: 1 081 090  | Part 6  |
| 2016                                         | „I Miss You” (Soyou (Sistar))                                           | 5  | - KOR: 1 186 920+ | Part 7  |
| 2016                                         | „First Snow (첫 눈)” (Jung Joon-il)                                     | 9  | - KOR: 1 012 029+ | Part 8  |
| 2017                                         | „I Will Go to You Like the First Snow (첫눈처럼 너에게 가겠다)” (Ailee) | 1  | - KOR: 2 488 341+ | Part 9  |
| 2017                                         | „Wish (소원)” (Urban Zakapa)                                            | 2  | - KOR: 816 149    | Part 10 |
| 2017                                         | „And I’m Here” (Kim Kyung-hee (April 2))                                | 34 | - KOR: 170,382+   | Part 11 |
| 2017                                         | „Winter is Coming” (Han Soo-ji)                                         | 56 | - KOR: 91,003+    | Part 11 |
| 2017                                         | „Stuck in Love” (Kim Kyung-hee (April 2))                               | 63 | - KOR: 81,075+    | Part 11 |
| 2017                                         | „HEAVEN” (Roy Kim, Kim EZ (GGot Jam Project))                           | 16 | - KOR: 292 137+   | Part 12 |
| 2017                                         | „LOVE” (Mamamoo)                                                        | 6  | - KOR: 323 676+   | Part 13 |
| 2017                                         | „Round and Round” (Heize & Han Soo-ji)                                  | 4  | - KOR: 403 292+   | Part 14 |
| – oznacza, że wydawnictwo nie było notowane. |                                                                         |    |                   |         |

Utwór „I Will Go to You Like the First Snow (첫눈처럼 너에게 가겠다)” uplasował się także na 1. miejscu rocznego rankingu sprzedaży digital download, będąc najczęściej pobieranym utworem w Korei Południowej w 2017 roku.

### Album
| Tytuł                               | Szczegóły                                                                     | Najwyższa pozycja | Sprzedaż                          |
| Tytuł                               | Szczegóły                                                                     | KOR               | Sprzedaż                          |
| ----------------------------------- | ----------------------------------------------------------------------------- | ----------------- | --------------------------------- |
| Dokkaebi OST Pack (도깨비 OST Pack) | - Wydany: 25 stycznia 2017 - Wytwórnia: CJ E&M - Format: CD, digital download | 1                 | - KOR: 83 131+ - CHN: 17 316 159+ |

## Nagrody
| Rok  | Ceremonia                        | Kategoria                         | Odbiorca                                       | Wynik     | Źródło        |
| ---- | -------------------------------- | --------------------------------- | ---------------------------------------------- | --------- | ------------- |
| 2017 | 1. Korea Brand Awards            | Nagroda specjalna                 | Goblin                                         | Nagroda   | [ 42 ]        |
| 2017 | Korean Cable TV Awards           | Najlepszy serial telewizyjny      | Goblin                                         | Nagroda   | [ 43 ] [ 44 ] |
| 2017 | Korean Cable TV Awards           | Najlepsza ścieżka dźwiękowa       | Ailee („I Will Go to You Like the First Snow”) | Nagroda   | [ 43 ] [ 44 ] |
| 2017 | Korean Cable TV Awards           | Rising Star Award                 | Yook Sung-jae                                  | Nagroda   | [ 43 ] [ 44 ] |
| 2017 | Korean Cable TV Awards           | VOD Broadcasting                  | Goblin                                         | Nagroda   | [ 43 ] [ 44 ] |
| 2017 | 53. Baeksang Arts Awards         | Daesang (Wielka nagroda)          | Kim Eun-sook                                   | Nagroda   | [ 45 ] [ 46 ] |
| 2017 | 53. Baeksang Arts Awards         | Najlepszy serial telewizyjny      | Goblin                                         | Nominacja | [ 45 ] [ 46 ] |
| 2017 | 53. Baeksang Arts Awards         | Najlepszy reżyser                 | Lee Eung-bok                                   | Nominacja | [ 45 ] [ 46 ] |
| 2017 | 53. Baeksang Arts Awards         | Najlepszy scenariusz              | Kim Eun-sook                                   | Nominacja | [ 45 ] [ 46 ] |
| 2017 | 53. Baeksang Arts Awards         | Najlepszy aktor pierwszoplanowy   | Gong Yoo                                       | Nagroda   | [ 45 ] [ 46 ] |
| 2017 | 53. Baeksang Arts Awards         | Najlepsza aktorka pierwszoplanowa | Kim Go-eun                                     | Nominacja | [ 45 ] [ 46 ] |
| 2017 | Seoul International Drama Awards | Outstanding Korean Drama OST      | Ailee („I Will Go to You Like the First Snow”) | Nagroda   | [ 47 ]        |
| 2017 | Soribada Best K-Music Awards     | Best Hallyu OST                   | Ailee („I Will Go to You Like the First Snow”) | Nagroda   | [ 48 ]        |

## Emisja na świecie
- Seria dostępna jest na platformach DramaFever oraz Viki, także na terenie Polski, z polskimi napisami.
- W Brunei, Hongkongu, Indonezji, Malezji i Singapurze serial był emitowany na Oh!K z napisami. Premierowy odcinek miał swoją premierę 3 grudnia 2016 roku, 24 godziny po swojej oficjalnej premierze na stacji tvN[49].
- W Sri Lance, Brunei, Malezji i na Malediwach serial jest dostępny za pośrednictwem platformy Iflix, z angielskimi napisami.
- W Japonii serial był emitowany od marca 2017 roku na kanale Mnet Japan[50].
- Serial jest także dostępny za pośrednictwem platformy Viu w Hongkongu, Singapurze, Indonezji i Malezji z angielskimi, chińskimi, indonezyjskimi i malajskimi napisami.
- W Tajlandii serial był emitowany w 2017 na kanale True4U[51].